# Joaquim Alves Mateus
Joaquim Alves Mateus (Santa Comba Dão, 20 de outubro de 1835 — Santa Comba Dão, 29 de agosto de 1903) foi um presbítero, cónego da Sé de Angra do Herísmo e da Sé de Braga e político. Militante destacado do Partido Reformista, chefiado por Alves Martins, bispo de Viseu, foi deputado e par do reino. Era considerado orador eminente das tribunas sagrada e parlamentar.

## Biografia
Joaquim Alves Mateus nasceu em Santa Comba Dão numa família de origem humilde, filho do mestre pedreiro José Luis Alves e de sua mulher Ana Joaquina, neto paterno de José Luis e e de Francisco Violante. Foi batizado na Igreja Matriz da vila em 29 de outubro de 1835.
Alves Mateus não teve um início de estudos fácil, pois o seu professor oficial das primeiras letras, José Gonçalves Brandão, terá informado o pai de que o rapazinho não poderia seguir a carreira das letras em virtude da rudeza da sua inteligência. O pai a tranferiiu o filho para o ensino particular, onde teve aproveitamento. Alves Mateus nunca esqueceu o que devia a seu segundo mestre de primeiras letras até à morte deste. Quando o grande orador já atingia alta posição social, manifestou-lhe sempre os seus sentimentos de gratidão e de comovida veneração.
Concluída a instrução primária, estudous Latim e Latinidade com o professor José Paula em Santa Comba Dão. terminado esses estudos frequentou no Liceu de Coimbra os preparatórios para admissão ao curso da Faculdade de Teologia da Universidade de Coimbra, onde ingressou em outubro de 1853, com 18 anos de idade. Foi o aluno mais distinto do seu curso, no qual obteve as altas classificações de acessit no 3.º ano e de prémio no 4.º, vindo a formar-se em Teologia no ano de 1858.
Manifestou desde cedo qualidades de grande orador, com inteligência viva, sensibilidade, voz vibrante e bem modulada, dicção primorosa e vasta cultura intelectual. Entre os seus sermões que ficaram preervados são notáveis: a Oração Fúnebre de D. Pedro V pregada na Real Capela da Senhora da Lapa, na cidade do Porto, em 24 de setembro de 1860; a Oração Gratulatória no Consórcio de suas Majestades Fidelíssimas a El-Rei D. Luis e a Senhora Raínha D. Maria Pia de Sabóia, pregada na Sé Catedral do Porto em 7 de outubro de 1862; e o Sermão da Comunhão dos Inocentes, pregado na Sé Catedral de Angra do Heroísmo em 19 de abril de 1863. Outros sermões conhecidos são o sermão pregado no centenário do Bom Jesus do Monte e o da inauguração do Congresso Católico de Braga.
Por decreto de 31 de maio de 1861, e segundo o decreto de 26 de agosto de 1859, que criava quatro canonicatos com ónus de ensino nos seminários, foi nomeado cónego da Sé de Angra do Heroísmo, com o ónus de ensino no Seminário Episcopal de Angra. Transitou pouco depois, em novembro de 1863, para a Sé Primaz de Braga, nas mesmas condições, fixando-se nesta cidade por muitos anos. Em Braga foi professor do Seminário Conciliar de São Pedro e São Paulo e regeu a cadeira de História Eclesiástica da Biblioteca Pública.
Em Braga aderiu ao Partido Reformista, liderado por José Alves Martins, o bispo de Viseu. Foi eleito deputado às Cortes na eleição geral de 1867, pelo círculo eleitoral de Vila Verde e nas legislaturas seguintes pelos círculos de Póvoa do Varzim e de Braga. Foi um dos susbcritores do Pacto da Granja que deu origem ao Partido Progressista, no qual militou até falecer. Foi elevado a Pariato em 19 de março de 1898. O seu privilegiado talento oratório, associado ao aturado estudo das ciências teológicas, filosóficas, históricas e sociais e à leitura das obras dos melhores autores clássicos e modernos, deram-lhe uma vasta cultura científica e literária tornaram notáveis os seus discursos parlamentares.
Foi um dos organizadores do Congresso Católico, realizado em Braga, iniciativa da Associação Católica daquela cidade, sob a presidência do bispo de Lamego. Aquele congresso, iniciado a 6 de abril de 1891 e prolongando-se até 10 de abril, abriu com missa de pontifical e um brilhante sermão do cónego Alves Mateus.
Passou os últimos anos da sua vida na tranquilidade da sua quinta e casa das Regueiras, em Santa Comba Dão, rodeado pelos carinhos da sua família. Teve uma filha, Maria da Conceição, casada com António Rodrigues da Costa Silveira.
Faleceu em 29 de agosto de 1903 e está sepultado no cemitério da sua terra natal. Após o seus falecimento a sua filha legou à Biblioteca Pública de Santa Comba Dão os livros que tinham pertencido a Alves Mateus. A Câmara Municipal de Santa Comba Dão prestou homenagem ao ilustre filho da terra, dando o nome de Alves Mateus ao largo da cidade e à Biblioteca Municipal, enriquecida com os livros que lhe tinham pertencido.